# Френк Фразетта
Фре́нк Фразе́тта (англ. Frank Frazzetta; 9 лютого 1928, Нью-Йорк, США — 10 травня 2010, Форт-Маєрс, Флорида, США) — американський художник, який працював у стилі фентезі та наукової фантастики; художник коміксів, плакатів, грамплатівок, обкладинок альбомів та ЗМІ, ілюстратор книг, мультиплікатор. Один з найвпливовіших митців жанру.
У 1995 році Френк Фразетта був внесений до Зали слави індустрії коміксів Вілла Айснера (The Will Eisner Award Hall of Fame), і в 1999 році — до Зали слави Джека Кірбі (List of Harvey Award winners). Шість разів Френк Фразетта був номінантом премії Г'юго, лауреатом якої став у 1966 році. У 2003 році про нього було знято фільм «Frazetta: Painting with Fire», де він грав сам себе.

## Біографія

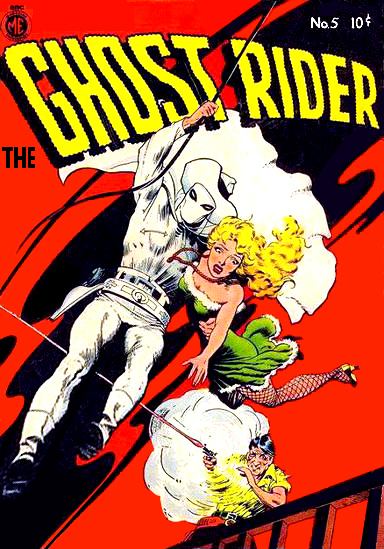
Рання ілюстрація Фразетти на обкладинці журналу «The Ghost Rider», #5 (1951)

### Шлях до визнання
Френк Фразетта народився в 1928 році в Нью-Йорку. Талант художника проявився у нього дуже рано — в три роки Френк малював веселі картинки, за які його заохочували члени сім'ї. Відомо, що його бабуся навіть виплачувала йому «гонорари», даючи за гарні малюнки дрібні гроші. У вісім років він вступив до Бруклінської академії мистецтв (Brooklyn Academy of Fine Arts). З 16-річного віку почав співпрацювати з видавцями журналів коміксів. Спочатку він працював без якої-небудь спеціалізації. Невдовзі, впродовж того ж року, Френк почав професійно малювати комікси, перші його роботи були в стилі вестерн. На початку 1950-х років переключився на комікси про супергероїв, малював для журналів EC Comics, National Comics (у тому числі про супергероя Сяйливого лицаря), Avon Comics, і кількох інших видань. Особливістю його малюнків фантастичного жанру стало зображення мускулистих героїв і красивих сміливих жінок. Згодом, завдяки його гротескним героям, його назвуть класиком фантастичної ілюстрації. Велика частина робіт Фразетти для коміксів була виконана у співпраці з Аль Вільямсон, а також з його наставником Роєм Р. Кренкелєм. Найбільш відомими творами Фразетти цього періоду були комікси «Бак Роджерс» і «Флеш Гордон» в стилі космічної опери. Почасти співпрацював також з Walt Disney.
У 1964 році Фразетта зробив для журналу пародій «Mad» зображення Рінго Старра. Спираючись на враження від цього твору, організація художніх майстерень запросила Фразетту зробити плакат до фільму «Що нового, кішечко?» («What's New Pussycat?»). Виконання замовлення принесло автору за один день прибуток, еквівалентний річній зарплатні. Він зробив ще кілька інших плакатів до фільму.

### Ілюстратор і мультиплікатор

Френк Фразетта, «Торговець смертю»

Раніше, у 1963 році Фразетта створив авторську роботу — комікс «Тунда» з головним героєм, що нагадує Тарзана. І, коли видавництво «Ace Books», вирішило перевидати знаменитий літературний серіал Едгара Райса Берроуза, воно запросило ілюстратором саме Фразетту. Проєкт мав гучний успіх, а з ним прийшла популярність і до Френка Фразетти. Ще більше зміцнили репутацію Фразетти ілюстрації до романів про Конана (видавництво «Lancer») і «марсіанського» циклу Берроуза (видавництво «Doubleday»). З цього моменту, роботи Фразетти мали великий попит, а його інтерпретація Конана візуально визначила жанр «меча і магії», і зробила величезний вплив на наступні покоління митців.
Багато з його творів лише приблизно відповідали змісту твору, який ілюстрували. Проте це не завадило популярності митця, оскільки відтворювали яскраві сцени, народжені в уяві художника. На закиди читачів Фразетта віджартовувався: «А ви не судіть про книгу за обкладинкою!». З цього часу більша частина творів Фразетти мала комерційний характер, у тому числі картини й ілюстрації для афіш кіно, книги й календарі. У більшості, вони були олійними, але також Фразетта працював і з аквареллю, чорнилом, олівцем. У той час Фразетта робив як фарбовані комікси, так і жартівливі історії в чорно-білому кольорі для публікацій у Warren Publishing, у журналах жахів «Creepy», «Eerie», «Blazing Combat» та «Vampirella».
Щойно Фразетта забезпечив собі репутацію, кіностудії почали запрошувати його до роботи над анімаційними фільмами. У більшості картин його робота була пов'язана лише з творчим контролем над іншими. В 1978 році на базі творів Фразетти, Річард Вільямс створив анімовану рекламу. На початку 1980-х років, Фразетта почав працювати з продюсером Ральфом Бакши і в 1983 році вони створили анімаційний фільм «Вогонь і Лід» («Fire and Ice»). Після виходу фільму, Фразетта повернулася до звичного для себе ілюстрування, зокрема пером і чорнилом.
Деякі артисти використовували картини Фразетти як обкладинки для своїх альбомів. Моллі Гетчет ілюструвала картинами Фразетти свої перші три альбоми: «Торговець смертю», «Темне царство», та «Берсеркер». Ілюстрували свої альбоми також: Dust's second — другий альбом «Hard Attack», або «Снігові гіганти»; Nazareth використали «Мозок» для їх альбому 1977 року «Expect No Mercy». III корпус Армії США взяв «Торговця смертю» як талісман. Фразетта довгий час відмовлявся розлучатися з оригінальними картинами з Конаном. Багато з них були виставлені в Музеї Фразетти в Іст-Страудсберг, штату Пенсільванія. У 2009 році картина Фразетти «Конан-Завойовник» була вперше виставлена на аукціон, і продана за 1 мільйон доларів.

### Останні роки
На початку 1980-х Фразетта створив Галерею Фентезі в куті Фразетти, на верхньому поверху колишньої масонської будівлі на розі Південної Кортленд і Вашингтон-стріт в Іст-Страудсберзі, штат Пенсільванія. У будівлі також розташований музей мистецтва Фразетти, де він експонував не лише свої власні твори, а також і твори інших художників. З 1998 до 1999 рр., Френк Фразетта публікував ілюстрований журнал «Фантазії Френка Фразетти». На пізньому етапі життя Фразетта мав проблеми зі здоров'ям, у тому числі щитоподібної залози, що тривало протягом багатьох років. Він зазнав декілька гіпертонічних ударів, права рука майже цілком стала паралізованою. Через це художник навчився писати й малювати лівою рукою. До 2009 року Фразетта проживав у горах Поконо штату Пенсільванія, поряд з невеликим музеєм, який було відкрито для громадськості. 17 липня 2009 року, після річної боротьби з раком, померла його дружина і бізнес-партнер Елеонор («Еллі») Фразетта. 9 грудня 2009 року був заарештований син Фразетти — Альфонсо Френк Фразетта, за спробу вкрасти близько 90 картин з музею Фразетти. Френк-молодший стверджував, що він намагався перешкодити продажу картин, згідно з волею батька, який за його словами дав йому довіреність на користування його майном. 23 квітня 2010 року, сім'я розповсюдила заяву, в якій сказано: «Всі тяжби навколо його сім'ї і його мистецтва були вирішені. Всі діти Френка тепер будуть працювати разом як команда, щоб просунути його колекцію зображень.». Фразетта помер від інсульту 10 травня 2010 року в лікарні неподалік від свого будинку у Флориді.

## Творча спадщина
Френка Фразетту відноситься до тих митців, до яких важко ставитися байдуже. Серед його прихильників — Джордж Буш і Роберт Родрігес. Його картини надихали Джорджа Лукаса при роботі над «Зоряними війнами». Його роботи багато в чому визначили вигляд коміксів і фантастичною живопису в Старому і Новому Світі.
Творчість Фразетти вплинула на багатьох художників, що працюють у жанрі фентезі та наукової фантастики. Юсуке Накано, провідний художник, що працював для Nintendo над The Legend of Zelda, відмічає вплив Фразетти. Художник фентезі й музикант Джозеф Варго називає Фразетту як головного митця, що вплинув на його мистецтво. Кріс Перна, артдиректор Epic Games, заявив в інтерв'ю в 2011 році, що одним з тих, хто вплинув на його творчість був Фразетта. Серед інших художників-коміксистів, що працюють під впливом Фразетти, називають себе Марк Сільвестрі та Шелбі Робінсон.
На початку 2012 року, режисер Роберт Родрігес оголосив про плани поставити ремейк фільму Бакши й Фразетти «Вогонь і Лід». Компанія Sony Pictures придбала проєкт, і в кінці 2014 року почала його здійснювати. Родрігес працює в тісному контакті з родиною і сподівається разом з Голлі Фразетта відкрити музей з колекцією художника. Музей буде розташований у місті Остін, штат Техас. Нині Голлі Фразетта подорожує з колекцією по всій території США.

## Список творів

### Вибрані картини
- Карсон-венеріанець — 1963
- Загублене місто — 1964
- Земля терору — 1964
- Зібрані людиною — 1964
- Вервольф — 1965
- Конан-варвар — 1966
- Конан-шукач пригод — 1966
- Кінг-Конг — 1966
- Морський монстр — 1966
- Людина-павук — 1966
- Чародій — 1966
- Мечі Марса — 1966
- Крилатий жах — 1966
- Мозок — 1967
- Бран Мак Морн — 1967
- Дівчина-кішка — 1967
- Конан-завойовник — 1967
- Конан-узурпатор — 1967
- Нічні вітри — 1967
- Морська відьма — 1967
- Снігові гіганти — 1967
- Конан-месник — 1968
- Римський вигнанець — 1968
- Болота огрів — 1968
- Єгипетська цариця — 1969
- Монгольський тиран — 1969
- Первісна краса / ля Опар — 1969
- Дикунський світ / Молодий світ — 1969
- Вампірелла — 1969
- Принцеса Марса — 1970
- Вниз, до Землі — 1970
- Вічний чемпіон — 1970
- У творців богів — 1970
- Нічний мисливець — 1970
- Кінський Хвіст — 1970
- Повернення Джонора — 1970
- Богиня Сонця — 1970
- Тиранозавр Рекс — 1970
- Жінка з косою — 1970
- Конан-Руйнівник — 1971
- Розпач — 1971
- Джон Картер і дикі мавпи Марса — 1971
- Подорож до центру Землі — 1972
- Бердмен — 1972
- Нічні створіння — 1972
- Срібний воїн — 1972
- Тувія, діва Марса — 1972
- Боєць Марса — 1973
- Атлантіида — 1973
- Чорний Імператор — 1973
- Чорна Пантера — 1973
- Чорна Зірка — 1973
- Конан з Аквилонії — 1973
- Торговець смертю — 1973
- Ривок до свободи — 1973
- Летючі рептилії — 1973
- Цариця гулів — 1973
- Голлум — 1973
- Мамонт — 1973
- Монстр з позачасся — 1973
- Місячна Діва — 1973
- Змія — 1973
- Танар з Пеллусідара — 1973
- Тарзан і людина-мураха — 1973
- Древо смерті — 1973
- Варвар — 1974
- Флешмен у заряді — 1974
- Мадам Дерринджер — 1974
- Хам — 1974
- Парадокс — 1975
- Темне царство — 1976
- Кривавий камінь — 1975
- Темрява на межі часу — 1976
- Восьме чудо / Кінг Конга і Змія — 1976
- Королева Конг — 1976
- Загарбники — 1977
- Вогненний демон — 1977
- Золота діва — 1977
- Град гріха / Артур Рекс — 1978
- Печера демона — 1978
- Кейн на золотому морі — 1978
- Звук — 1979
- Лихокрил — 1979
- Жертвопринесення — 1980
- Лас-Вегас — 1980
- Сім римлянів — 1980
- Вогонь і лід — 1982
- Гейша — 1983
- Розбіжності — 1986
- Переможець — 1986
- Хижаки — 1987
- Торговець смертю II — 1987
- Торговець смертю III — 1987
- Торговець смертю IV — 1987
- Торговець смертю V — 1989
- Дівчина-кішка II — 1990
- Графиня і Грінмен — 1991
- Світанокова атака — 1991
- Захоплення місяця / Стежина — 1994
- Красуня і Чудовисько — 1995
- Ші — 1995
- Чародійка — 1995
- Торговець смертю VI — 1996
- Від заходу до світанку — 1996

### Обкладинки альбомів
- Herman's Hermits — Both Sides of Herman's Hermits (1966). Передня обкладинка виконана аквареллю, задня — пером і тушшю.
- Dust — Hard Attack (1972)
- Waterhole No. 3 Soundtrack LP by Roger Miller(1973)[39]
- Nazareth — Expect No Mercy (1977)[28]
- Molly Hatchet — Molly Hatchet (1978)
- Molly Hatchet — Flirtin' with Disaster (1979)[28]
- Molly Hatchet — Beatin' the Odds (1980)
- Yngwie Malmsteen — War to End All Wars (2001)
- Wolfmother — Wolfmother (2006)

### Кіноафіші
- «Що нового, кішечко?» (1965)[15]
- «Секрет мого успіху» (1965)[15]
- «Після Лиса» (1966)[15]
- «Готель Парадізо» (1966)[15]
- «Заклопотані» (1967)[15]
- «Безстрашні вбивці вампірів» (1967)[15]
- «Хто згадає купу грошей?» (1967)
- «Твої, мої і наші» (1968)[15]
- «Божевільна вечірка монстрів» (1969)[15]
- «Ніч, коли наїхали на Мінські» (1969)[15]
- «Місіс Поліфакс — шпигунка» (1971)[15]
- «Луана» (1973)[15]
- «Строката компанія»(1974)[15]
- «Ганлет» (1977)[16][17]
- «Вогонь і лід» (1983)